# Вагонер (Оклахома)
Вагонер (англ. Wagoner) — місто (англ. city) в США, в окрузі Вагонер штату Оклахома. Населення — 7621 особа (2020).

## Географія
Вагонер розташований за координатами 35°57′49″ пн. ш. 95°22′47″ зх. д. / 35.96361° пн. ш. 95.37972° зх. д. (35.963528, -95.379596).  За даними Бюро перепису населення США в 2010 році місто мало площу 26,38 км², з яких 26,38 км² — суходіл та 0,01 км² — водойми.

## Демографія
Згідно з переписом 2010 року, у місті мешкали 8323 особи в 3159 домогосподарствах у складі 2181 родини. Густота населення становила 315 осіб/км².  Було 3533 помешкання (134/км²).
Расовий склад населення:
| - 65,4 % — білих - 14,4 % — корінних американців - 8,5 % — чорних або афроамериканців - 0,4 % — азіатів |

До двох чи більше рас належало 10,7 %. Частка іспаномовних становила 2,9 % від усіх жителів.
За віковим діапазоном населення розподілялося таким чином: 27,5 % — особи молодші 18 років, 57,5 % — особи у віці 18—64 років, 15,0 % — особи у віці 65 років та старші. Медіана віку мешканця становила 34,9 року. На 100 осіб жіночої статі у місті припадало 90,9 чоловіків;  на 100 жінок у віці від 18 років та старших — 83,9 чоловіків також старших 18 років.
Середній дохід на одне домашнє господарство  становив 41 893 долари США (медіана — 32 602), а середній дохід на одну сім'ю — 48 586 доларів (медіана — 38 737). Медіана доходів становила 32 708 доларів для чоловіків та 31 408 доларів для жінок. За межею бідності перебувало 24,1 % осіб, у тому числі 30,6 % дітей у віці до 18 років та 8,3 % осіб у віці 65 років та старших.
Цивільне працевлаштоване населення становило 3015 осіб. Основні галузі зайнятості: освіта, охорона здоров'я та соціальна допомога — 25,3 %, роздрібна торгівля — 11,5 %, мистецтво, розваги та відпочинок — 11,3 %.